# Lonomia obliqua
Lonomia obliqua (sau molii gigantice de viermi de mătase, nume utilizat și pentru o gamă largă de alte molii Saturniid) [1] este o specie de molii Saturniid din America de Sud. Este renumit pentru forma larvară, mai degrabă decât pentru molia adultă, în primul rând datorită mecanismului de apărare al omului, care perforează firele care injectă un venin potențial mortal. Omida a fost responsabilă pentru multe decese umane, în special în sudul Braziliei. Veninul său a făcut obiectul a numeroase studii medicale.